# Самокленскі-Дуже
Самокленскі-Дуже (пол. Samoklęski Duże) — село в Польщі, у гміні Шубін Накельського повіту Куявсько-Поморського воєводства.
Населення — 464 особи (2011).

## Демографія
Демографічна структура станом на 31 березня 2011 року:
|          | Загалом | Допрацездатний вік | Працездатний вік | Постпрацездатний вік |
| -------- | ------- | ------------------ | ---------------- | -------------------- |
| Чоловіки | 230     | 55                 | 152              | 23                   |
| Жінки    | 234     | 52                 | 135              | 47                   |
| Разом    | 464     | 107                | 287              | 70                   |